# Benzoxazol
Benzoxazol é um composto orgânico aromático com fórmula molecular C7H5NO, uma estrutura formada pela fusão de um anel de benzeno com um anel de oxazol. Apresenta um odor similar a piridina. Benzoxazol é usado primariamente em indústria e pesquisa, não apresentando um uso doméstico.
Sua aromaticidade o faz relativamente estável, embora, como um heterocíclico, tenha sítios reativos que permitam a funcionalização.

## Aplicações
Sendo um composto heterocíclico, o benzoxazol encontra uso em pesquisa como uma matéria-prima para a síntese de estruturas maiores, normalmente compostos bioativos. Pode ser encontrado dentro das estruturas químicas de drogas farmacêuticas tais como flunoxaprofeno.
Como exemplo de pesquisas em derivados de benzoxazol são descritas preparações de (p-aminobenzenesulfamida)-benzoxazóis tratamento de 2-aminobenzoxazol ou seus compostos 6-substituídos com sulfocloreto de p-carbometoxiaminobenzeno ou sulfocloreto de p-acetilaminobenzeno, seguido por hidrólise alcalina. Uma reação similar com 6-amino-2-hidroxi e 2-mercaptobenzoxazoles resulta em 6-(p-aminobenzenesulfamido)-2-hidroxi- e 2-mercaptobenzoxazóis.
As 3-arilaminoisoxazol-5(2H)-onas, quando substituídas no átomo de nitrogênio com grupos benzoxazol e benzotiazol, apresentam reaçãoe com trietilamina dissolvida em etanol, sob refluxo, formando respectivamente os correspondentes derivados indol e imidazobenzotiazol.